# Sensitive Compartmented Information Facility

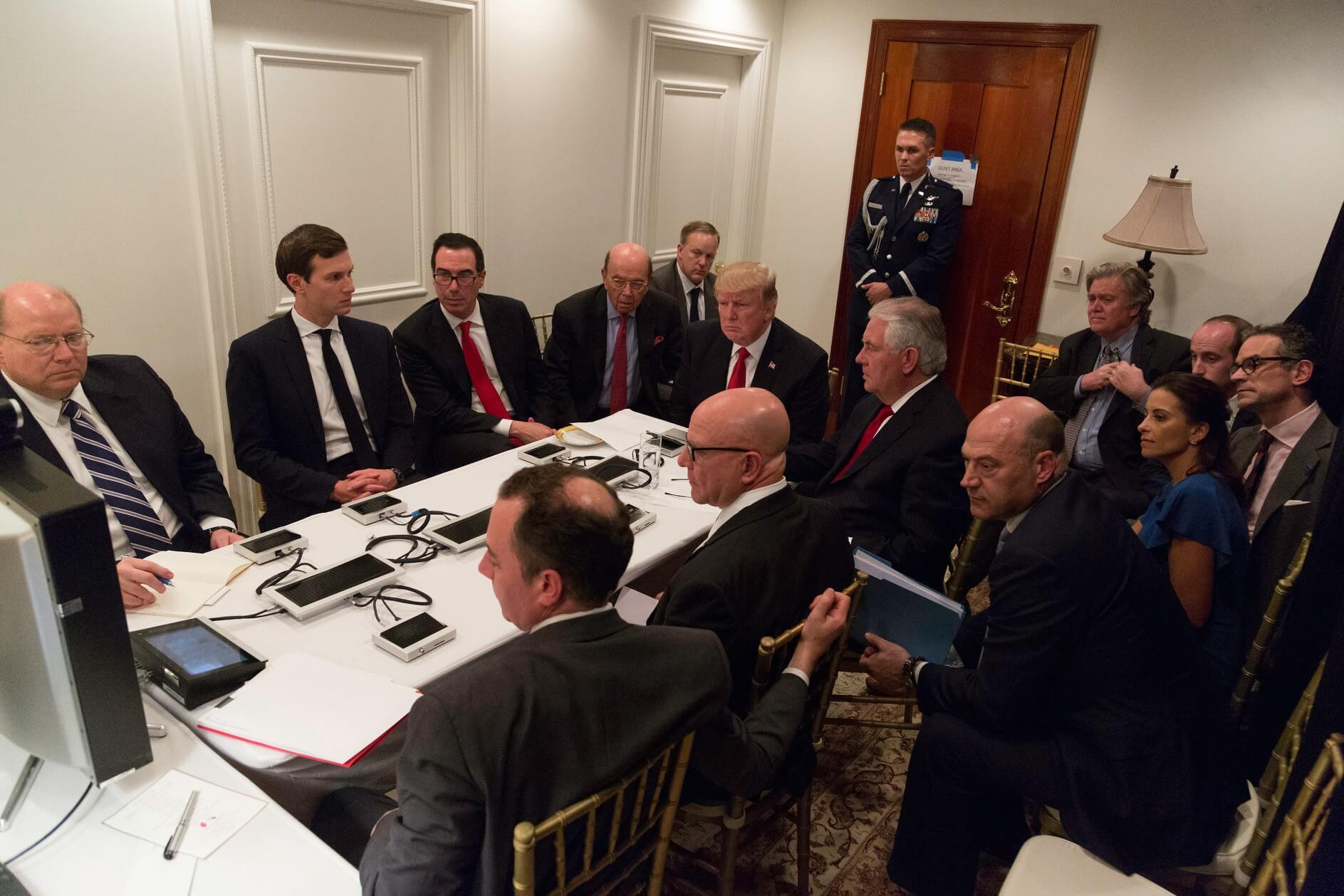
Quando Donald Trump se tornou presidente em 2017, uma SCIF foi criada em seu resort de Mar-a-Lago, na Flórida, ao qual ele se refere como sua Casa Branca de Inverno. Trump (na cabeceira da mesa com vários membros do gabinete, conselheiros e funcionários) é visto aqui monitorando o ataque de mísseis de cruzeiro sírio da SCIF de Mar-a-Lago

A Sensitive Compartmented Information Facility (SCIF; pronuncia-se "esquife"), nas forças armadas britânicas e estadunidenses, segurança/defesa nacional e linguagem de inteligência, é uma área fechada dentro de um edifício que é usado para processar os tipos de informações confidenciais compartimentadas (SCI) de informações sigilosas.
As SCIFs podem ser permanentes ou temporárias e podem ser instaladas em edifícios oficiais do governo (como a Sala de Crise da Casa Branca), a bordo de navios, em residências privadas de funcionários ou em quartos de hotel e outros locais de necessidade para funcionários em viagem. As SCIFs portáteis também podem ser configuradas rapidamente quando necessário durante situações de emergência.

## Acesso
O acesso às SCIFs é normalmente limitado àqueles indivíduos com credenciais de segurança adequadas. O pessoal não autorizado em SCIFs deve estar sob a supervisão constante do pessoal autorizado e todas as informações e materiais classificados devem ser removidos da vista para evitar o acesso não autorizado. Como parte desse processo, o pessoal não autorizado também é normalmente obrigado a entregar todos os dispositivos de gravação, fotografia e outros meios eletrônicos. Todas as atividades e conversas internas são presumivelmente restritas à divulgação pública.

## Construção
Alguns prédios inteiros são SCIFs onde tudo, exceto o saguão da frente, é seguro. Uma SCIF também pode estar localizada em um veículo aéreo, terrestre ou marítimo, ou pode ser estabelecida temporariamente em um local específico. A construção física, o controle de acesso e os alarmes da instalação foram definidos por várias diretivas, incluindo as Diretivas do Diretor de Inteligência Central (DCIDs) 1/21 e 6/9 e, mais recentemente (2011) pela Diretiva da Comunidade de Inteligência (ICD) 705, assinado pelo Diretor de Inteligência Nacional. ICD 705 é um documento fundamental de três páginas que implementa o Intelligence Community Standard (ICS) 705-1, ICS 705-2 e as Especificações Técnicas para Construção e Gerenciamento de Instalações de Informações Compartimentadas Sensíveis ou "Especificações Técnicas". A versão mais recente das especificações técnicas foi publicada em 2017 (versão 1.4).
Os computadores que operam nessas instalações devem estar em conformidade com as regras estabelecidas pela CID 503. Os computadores e equipamentos de telecomunicações devem estar em conformidade com a especificação de emanações TEMPEST conforme orientação de uma Autoridade Técnica Certificada TEMPEST (CTTA).
Funcionários documentados como tendo uma SCIF instalada em suas residências privadas incluem:
- O presidente George W. Bush em seu rancho em Crawford, Texas (que ele usou como sua Casa Branca Ocidental)
- A secretária de estado Hillary Clinton em sua casa em Washington, D.C.
- O presidente Donald Trump na Trump Tower em Nova Iorque,[2] e em seu resort de Mar-a-Lago em Palm Beach, Flórida (que ele usa como sua Casa Branca de Inverno)[1][5]